# Болтански, Кристиан
Кристиан Болтански (фр. Christian Boltanski; 6 сентября 1944, Париж, Франция — 14 июля 2021, там же) — французский художник, скульптор, фотограф, кинорежиссёр.

## Биография
Отец Кристиана Болтански — доктор медицины, профессор Этьен Александр Болтански (1896—1983), член Национальной медицинской академии — был сыном еврейских эмигрантов из Одессы Давида Болтянского и Енты (Хелен) Макагон-Файнштейн. Мать — Мари-Элиз Илари (1910—1988) — католичка корсиканского происхождения.
В 12 лет Болтански бросил школу, систематического художественного образования тоже не получил. Фигуративной живописью начал заниматься самостоятельно в 1958; в 1967 порвал с этой формой, предпочтя ей инсталляции, театр марионеток и теней с активным использованием старых фотографий, одежды, «найденных вещей». Именно такие произведения, вместе с короткометражным фильмом «Невозможная жизнь Кристиана Болтански», он представил на первой персональной выставке в парижском театре Ранелаг в 1968 году.
В 1969 появился первый альбом Болтански «Исследование и представление всего, что осталось от моего детства». В 1972 Болтански впервые участвовал в Международной выставке documenta в Касселе, секция «Индивидуальные мифологии»; с тех пор он её постоянный участник, как и венецианской Биеннале. В 1984 году в Государственном музее современного искусства в Париже состоялась большая ретроспективная экспозиция Болтански.
Кристиан Болтански умер 14 июля 2021 года в Париже.

## Семья
- Старший брат — социолог Люк Болтански
  - Племянник — писатель Кристоф Болтански (фр.).
- Жена — художница Аннет Мессаже.

## Признание
В 2006 году Болтански стал лауреатом Императорской премии Японии в номинации «скульптура». О нём снят документальный фильм французского кинорежиссёра, фотохудожника и писателя Алена Флешера «La Recherche de Christian B» («Поиски Кристиана Б.», 1990, Гран-При Международного фестиваля фильмов об искусстве в Монреале).
Творчеству Болтански посвящена выставка Monumenta 2010 в парижском Grand Palais (январь-февраль 2010). Он представлял Францию на Венецианской биеннале 2011 года.

## Характеристика творчества
Главная тема Болтански — уничтожение и утрата прошлого, будь то индивидуального, биографического, или коллективного, исторического, его зияющее отсутствие в настоящем. Искусство при этом выступает своеобразным ритуалом воскрешения или хотя бы выкликания отсутствующего, и прообразом подобного уничтожения, взывающего к общей памяти, для Болтански остаётся Холокост.

## Галерея

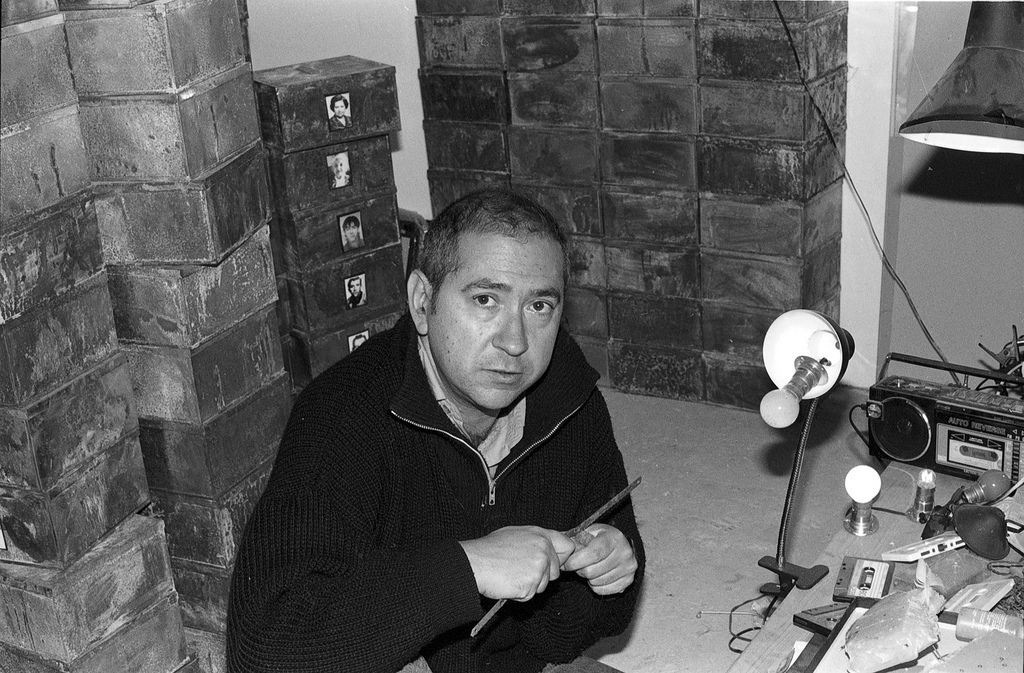
Кристиан Болтански
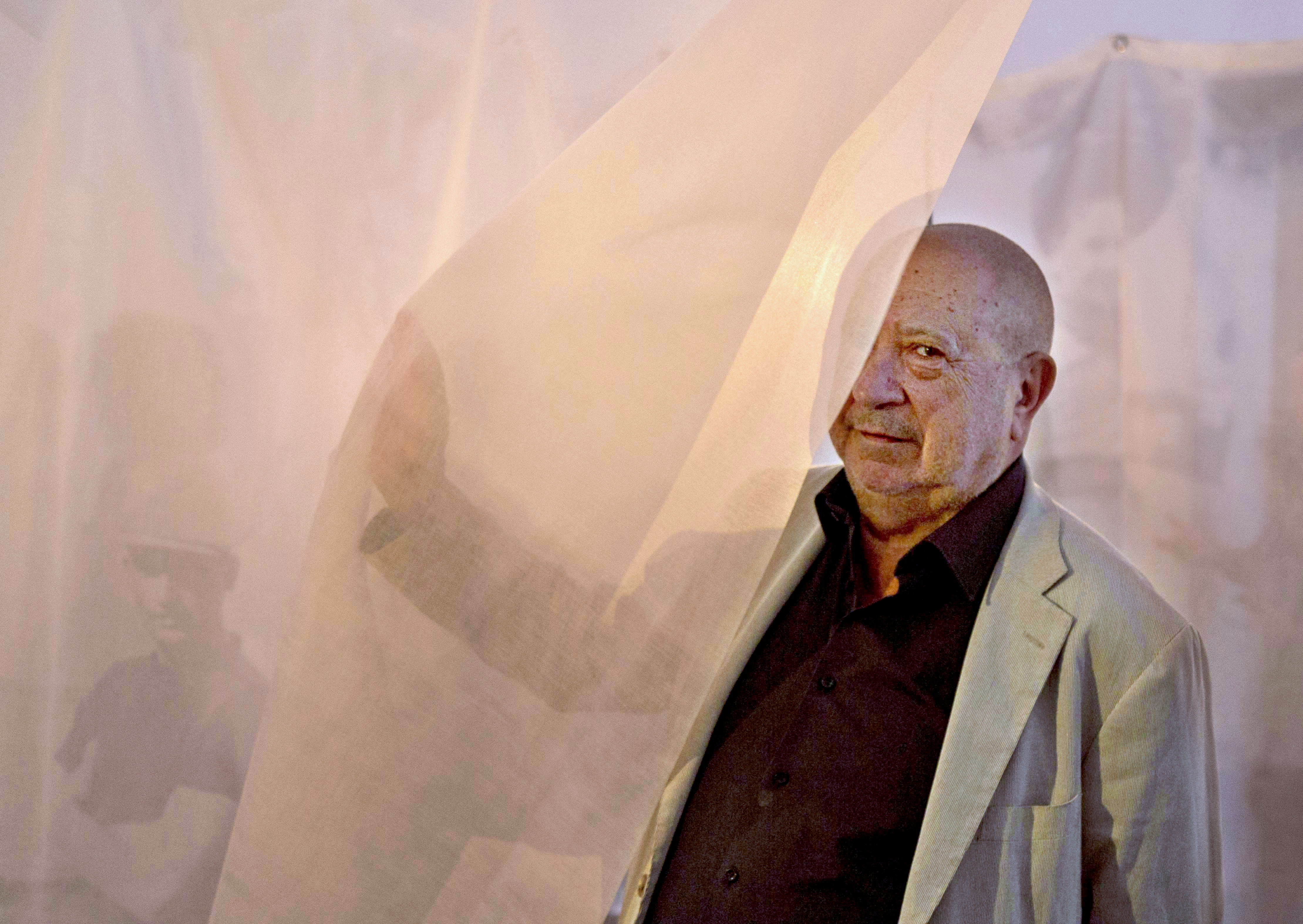
Кристиан Болтански
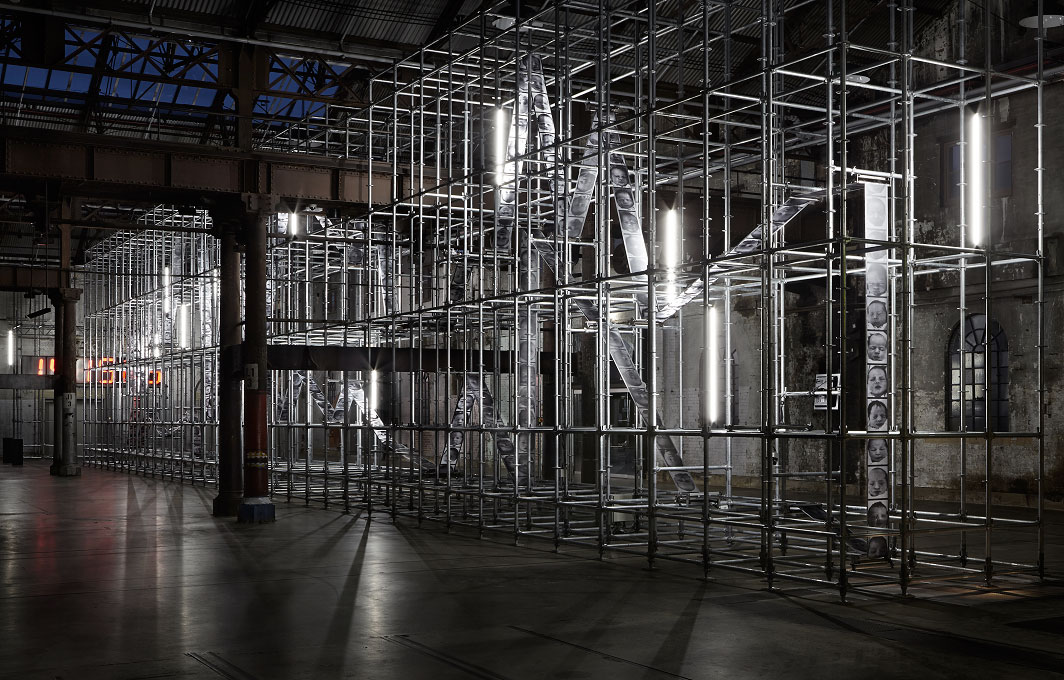
Christian Boltanski Chance, 2014, Carriageworks
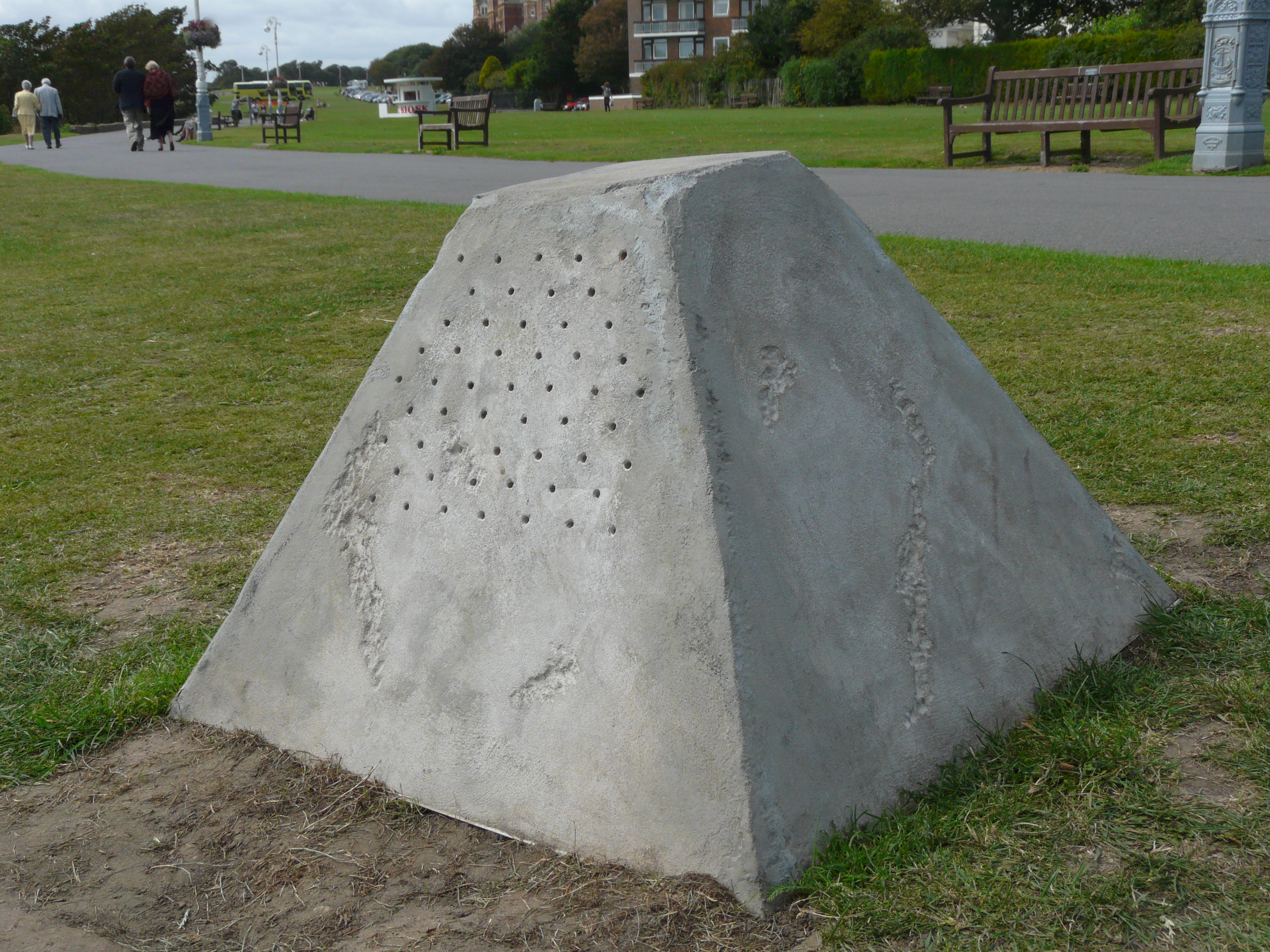
Christian Boltanski sculpture in Folkestone
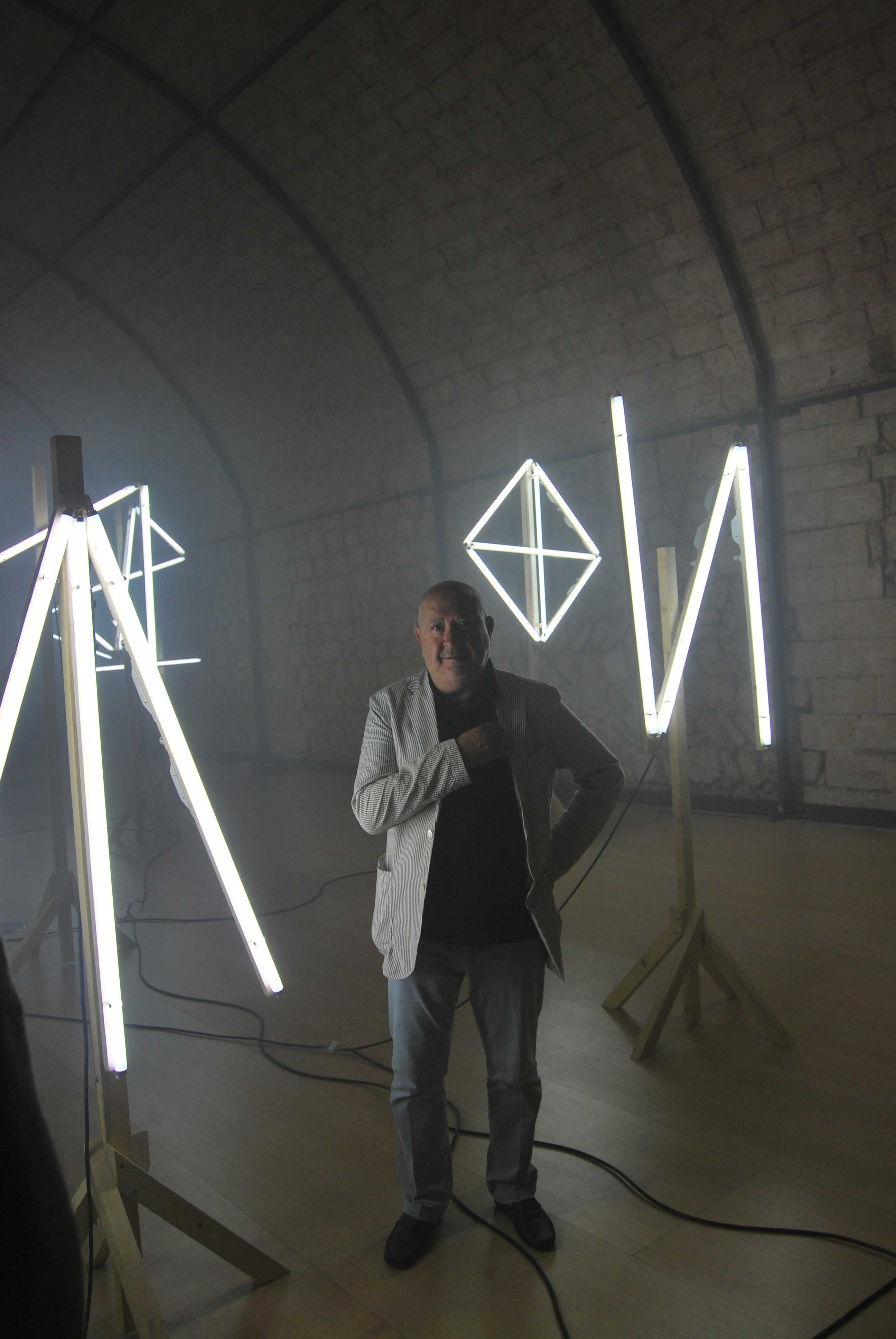
Christian Boltanski: Signatures
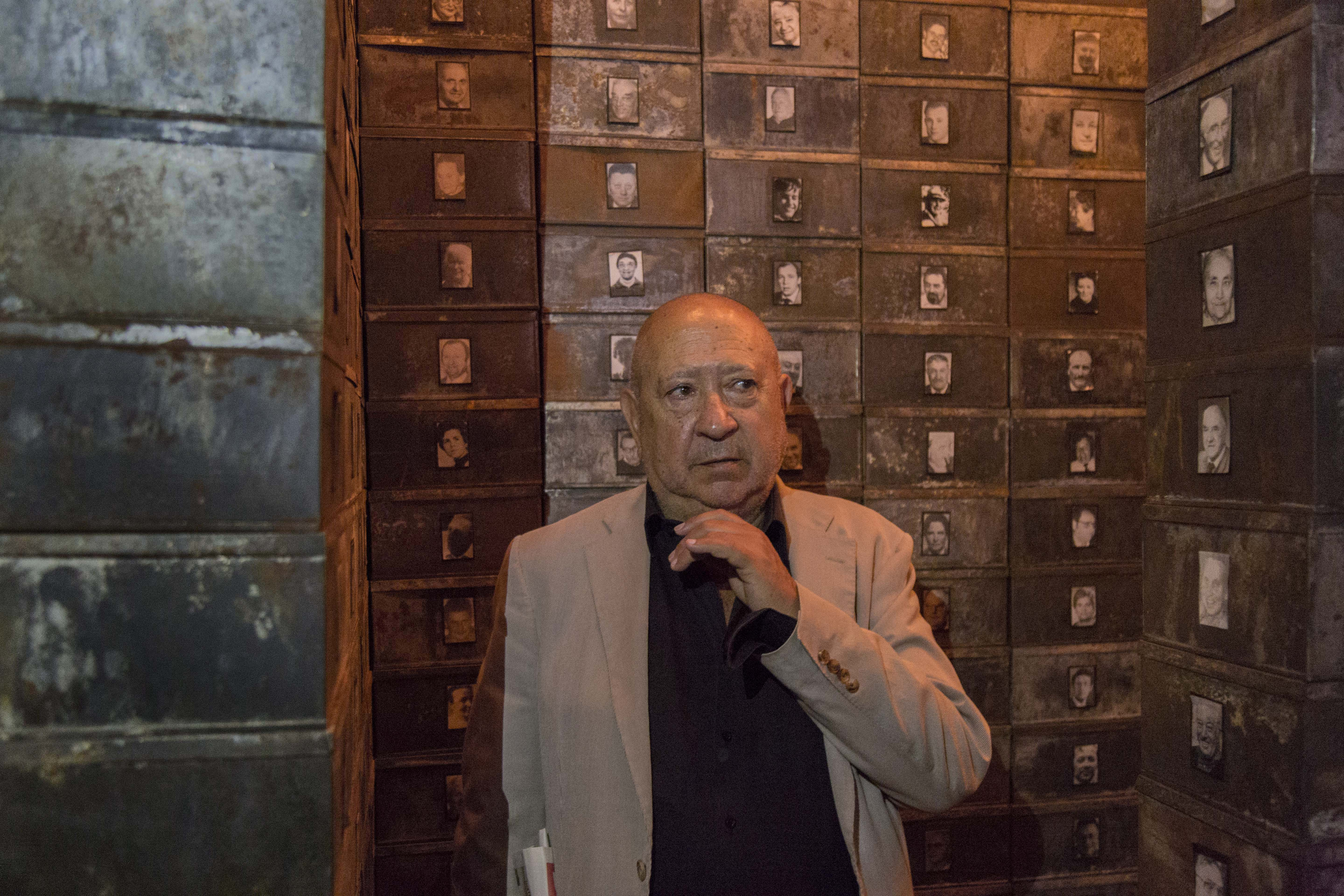
Кристиан Болтански

## Избранные каталоги выставок
- Compositions. ARC-Musée d’art moderne de la Ville de Paris, 1981.
- Boltanski. Centre Pompidou, 1984.
- Les Suisses morts. Musée cantonal des beaux-arts de Lausanne, 1993.
- Kaddish. München; London; New York: Kehayoff; Paris: Paris Musées, 1998.
- Dernières années. Musée d’art moderne de la Ville de Paris, 1998.
- La vie impossible/ Michels N., Hrsg. Köln: König, 2001.
- Signal/ Hrsg. und eingeleitet von Bernhard Jussen. Göttingen: Wallstein-Verlag, 2004.